# Philippe Sénac
Philippe Sénac (Parigi, 13 dicembre 1952) è un medievista e islamista francese specializzato nell'Occidente musulmano.

## Biografia
Ex membro della Casa de Velázquez, Philippe Sénac è stato professore di storia medievale all'Università di Tolosa II-Le Mirail, all'Università di Parigi IV e relatore all'Università di Parigi Sorbona ad Abu Dhabi nonché membro del laboratorio del CNRS Framespa . Conduce ricerche sulle aree di contatto tra musulmani e cristiani in Spagna. È autore di numerosi articoli e libri sui rapporti tra l'Occidente cristiano e l'Islam prima delle crociate.
Oggi Philippe Sénac è andato in pensione come insegnante.

## Pubblicazioni principali
- Musulmans et Sarrasins dans le Sud de la Gaule du VIIIe au XIe siècle, Parigi, Le Sycomore, 1980
- L'Image de l'autre: l'Occident médiéval face à l'Islam, Parigi, Publications de la Sorbonne, 1981
- Provence et piraterie sarrasine, Maisonneuve et Larose, 1982
- Le monde musulman des origines au début du XIe siècle, Armand Colin, 1999
- La frontière et les hommes, VIIIe-XIIe siècle, Parigi, Maisonneuve et Larose, 2000
- Les Carolingiens et al-Andalus, VIIIe-IXe siècle, Parigi, Maisonneuve et Larose, 2002
- Relations des pays d'islam avec le monde latin, in collaborazione con Pierre Guichard, Sedes, 2000
- Al Mansur, Librairie Académique Perrin, 2005
- (FR) Charlemagne et Mahomet: En Espagne (VIIIe – IXe siècles), Folio / histoire, n. 241, Parigi, Gallimard, 22 gennaio 2015, ISBN 978-2-07-035794-9.
- con Carlos Laliena Corbera, 1064. Barbastro. Guerre sainte et djihâd en Espagne, Gallimard, 2018, 228 p.